# Seznam dílů seriálu Polda
Toto je seznam dílů seriálu Polda. Český kriminální televizní seriál Polda vysílá TV Prima premiérově od 23. října 2016.

## Přehled řad
| Řada | Díly | Premiéra       | Premiéra           |
| Řada | Díly | První díl      | Poslední díl       |
| ---- | ---- | -------------- | ------------------ |
| 1    | 8    | 23. října 2016 | 11. prosince 2016  |
| 2    | 8    | 7. října 2017  | 25. listopadu 2017 |
| 3    | 8    | 3. února 2018  | 24. března 2018    |
| 4    | 16   | 4. října 2020  | 1. května 2021     |
| 5    | 16   | 30. října 2021 | 21. května 2022    |
| 6    | 8    | 21. února 2024 | 10. dubna 2024     |

## Seznam dílů

### První řada (2016)
- Natáčení probíhalo od května do srpna, září 2016

| Č. v seriálu | Č. v řadě | Původní název      | Režie         | Scénář                                                | Datum premiéry     | Sledovanost |
| ------------ | --------- | ------------------ | ------------- | ----------------------------------------------------- | ------------------ | ----------- |
| 1            | 1         | Probuzení          | Jaroslav Fuit | Tomáš Holeček (Stefan Scheich a Robert Dannenberg)    | 23. října 2016     | 0,836       |
| 2            | 2         | Kurz přežití       | Jaroslav Fuit | Richard Malatinský (Katja Töner)                      | 30. října 2016     | 0,702       |
| 3            | 3         | Noční služba       | Jaroslav Fuit | Tomáš Holeček (Michael Illner)                        | 6. listopadu 2016  | 0,785       |
| 4            | 4         | Ve stínu feng-šuej | Jaroslav Fuit | Richard Malatinský (Arne Nolting a Jan Martin Scharf) | 13. listopadu 2016 | 0,664       |
| 5            | 5         | Ztracený syn       | Jaroslav Fuit | Tomáš Holeček (Anna Dokoupilova)                      | 20. listopadu 2016 | 0,716       |
| 6            | 6         | Fotbal nemá logiku | Jaroslav Fuit | Richard Malatinský (Katja Töner)                      | 27. listopadu 2016 | 0,895       |
| 7            | 7         | Alibi na míru      | Jaroslav Fuit | Tomáš Holeček (Meriko Gehrmann a Arne Laser)          | 4. prosince 2016   | 0,940       |
| 8            | 8         | Hvězda nad Prahou  | Jaroslav Fuit | Richard Malatinský (Katja Töner)                      | 11. prosince 2016  | 1,186       |

### Druhá řada (2017)
Dne 12. července 2017 bylo oznámeno natáčení druhé řady.
- Natáčení probíhalo od května, června do září 2017

| Č. v seriálu | Č. v řadě | Původní název     | Režie         | Scénář                                                  | Datum premiéry     | Sledovanost |
| ------------ | --------- | ----------------- | ------------- | ------------------------------------------------------- | ------------------ | ----------- |
| 9            | 1         | Poslední tramp    | Jaroslav Fuit | Richard Malatinský (Robert Dannenberg a Stefan Scheich) | 7. října 2017      | 0,750       |
| 10           | 2         | Půlnoční striptýz | Jaroslav Fuit | Tomáš Holeček (Robert Dannenberg a Stefan Scheich)      | 14. října 2017     | 0,828       |
| 11           | 3         | Lovci pokladů     | Jaroslav Fuit | Richard Malatinský (Benjamin Karalic)                   | 21. října 2017     | 0,718       |
| 12           | 4         | Čarodějky         | Jaroslav Fuit | Tomáš Holeček (Robert Dannenberg a Stefan Scheich)      | 28. října 2017     | 0,775       |
| 13           | 5         | Páté přikázání    | Jaroslav Fuit | Richard Malatinský (Lars Albaum)                        | 4. listopadu 2017  | 0,722       |
| 14           | 6         | Školka života     | Jaroslav Fuit | Tomáš Holeček (Michael Illner)                          | 11. listopadu 2017 | 0,787       |
| 15           | 7         | Láska na klíč     | Jaroslav Fuit | Richard Malatinský (Katja Töner)                        | 18. listopadu 2017 | 0,834       |
| 16           | 8         | Vyhazovy s.r.o.   | Jaroslav Fuit | Zdeněk Zapletal (Katja Töner)                           | 25. listopadu 2017 | 0,737       |

### Třetí řada (2018)
- Natáčení probíhalo od září 2017 do ledna 2018

| Č. v seriálu | Č. v řadě | Původní název           | Režie         | Scénář                                                  | Datum premiéry  | Sledovanost |
| ------------ | --------- | ----------------------- | ------------- | ------------------------------------------------------- | --------------- | ----------- |
| 17           | 1         | Manželský trojúhelník   | Jaroslav Fuit | Tomáš Holeček (Benjamin Karatic a Rebecca Mahnkopf)     | 3. února 2018   | 0,973       |
| 18           | 2         | Ve jménu otce           | Jaroslav Fuit | Zdeněk Zapletal (Christoph Wortberg)                    | 10. února 2018  | 0,938       |
| 19           | 3         | Do střehu!              | Jaroslav Fuit | Richard Malatinský (Robert Dannenberg a Stefan Scheich) | 17. února 2018  | 0,970       |
| 20           | 4         | Čeština pro začátečníky | Jaroslav Fuit | Tomáš Holeček (Katja Töner)                             | 24. února 2018  | 0,982       |
| 21           | 5         | Samí zrádci             | Jaroslav Fuit | Zdeněk Zapletal (Arndt Stüwe)                           | 3. března 2018  | 0,937       |
| 22           | 6         | Jed v srdci             | Jaroslav Fuit | Tomáš Holeček (Arne Nolting a Jan Martin Scharf)        | 10. března 2018 | 1,024       |
| 23           | 7         | Šikana                  | Jaroslav Fuit | Richard Malatinský (Jörg Alberts a Susanne Wiegand)     | 17. března 2018 | 0,927       |
| 24           | 8         | Odpuštění               | Jaroslav Fuit | Richard Malatinský (Robert Dannenberg a Stefan Scheich) | 24. března 2018 | 0,920       |

### Čtvrtá řada (2020–2021)
Natáčení probíhalo od května 2019 do prosince 2019. Postavy zůstanou, přibude však postava Vladimíra Polívky jako nového Břízova parťáka.
| Č. v seriálu | Č. v řadě | Původní název       | Režie         | Scénář                                                  | Datum premiéry     | Sledovanost |
| ------------ | --------- | ------------------- | ------------- | ------------------------------------------------------- | ------------------ | ----------- |
| 25           | 1         | Hon začíná          | Jaroslav Fuit | Richard Malatinský (Arne Nolting a Jan Martin Scharf)   | 4. října 2020      | 0,889       |
| 26           | 2         | Hřebík v srdci      | Jaroslav Fuit | Tomáš Holeček (Michael Illner)                          | 11. října 2020     | 1,016       |
| 27           | 3         | Cena za život       | Jaroslav Fuit | Richard Malatinský (Katja Töner)                        | 18. října 2020     | 1,116       |
| 28           | 4         | Bez rozloučení      | Jaroslav Fuit | Tomáš Holeček (Sven Böttcher)                           | 25. října 2020     | 0,918       |
| 29           | 5         | Slušná čtvrť        | Jaroslav Fuit | Václav Hašek (Robert Dannenberg)                        | 1. listopadu 2020  | 0,976       |
| 30           | 6         | Ať shoří            | Jaroslav Fuit | Richard Malatinský (Christian Heider a Uschi Müller)    | 8. listopadu 2020  | 1,095       |
| 31           | 7         | Dům radosti         | Jaroslav Fuit | Tomáš Holeček (Arndt Stuewe)                            | 15. listopadu 2020 | 1,150       |
| 32           | 8         | Kdo míří vysoko...  | Jaroslav Fuit | Václav Hašek (Robert Dannenberg)                        | 22. listopadu 2020 | 1,246       |
| 33           | 9         | Měl jsem je všechny | Jaroslav Fuit | Richard Malatinský (Boris Dennulat a Matthias Tuchmann) | 13. března 2021    | 1,030       |
| 34           | 10        | Pomsta              | Jaroslav Fuit | Václav Hašek (Christoph Wortberg)                       | 20. března 2021    | 0,967       |
| 35           | 11        | Zlatý důl           | Jaroslav Fuit | Tomáš Holeček (Stefan Scheich)                          | 27. března 2021    | 0,840       |
| 36           | 12        | Detektivka          | Jaroslav Fuit | Pavel Kilián (Arne Nolting a Jan Martin Scharf)         | 3. dubna 2021      | 0,944       |
| 37           | 13        | Dnes zavřeno        | Jaroslav Fuit | Tomáš Holeček (Arne Nolting a Jan Martin Scharf)        | 10. dubna 2021     | 1,095       |
| 38           | 14        | Výhodná investice   | Jaroslav Fuit | Václav Hašek (Michael Illner)                           | 17. dubna 2021     | 1,035       |
| 39           | 15        | Přes moji mrtvolu   | Jaroslav Fuit | Richard Malatinský (Rafael Solá Ferrer)                 | 24. dubna 2021     | 0,920       |
| 40           | 16        | Nebezpečná hra      | Jaroslav Fuit | Pavel Kilián (Robert Dannenberg a Stefan Scheich)       | 1. května 2021     | 0,997       |

### Pátá řada (2021–2022)
Natáčení probíhalo od května 2021 do února 2022. Postavy zůstanou.
| Č. v seriálu | Č. v řadě | Původní název    | Režie         | Scénář                                                         | Datum premiéry     | Sledovanost |
| ------------ | --------- | ---------------- | ------------- | -------------------------------------------------------------- | ------------------ | ----------- |
| 41           | 1         | Dostihy smrti    | Jaroslav Fuit | Tomáš Holeček, Richard Malatinský, Petr Bílek a Roman Kopřivík | 30. října 2021     | 0,755       |
| 42           | 2         | Dobrý soused     | Jaroslav Fuit | Tomáš Holeček                                                  | 6. listopadu 2021  | 0,766       |
| 43           | 3         | Ryba             | Jaroslav Fuit | Václav Hašek                                                   | 13. listopadu 2021 | 0,788       |
| 44           | 4         | Jedna stopa      | Jaroslav Fuit | Zdeněk Zapletal                                                | 20. listopadu 2021 | 0,788       |
| 45           | 5         | Absurdní divadlo | Jaroslav Fuit | Zdeněk Zapletal                                                | 27. listopadu 2021 | 0,792       |
| 46           | 6         | Poklad           | Jaroslav Fuit | Tomáš Holeček                                                  | 4. prosince 2021   | 0,841       |
| 47           | 7         | Muž přes palubu  | Jaroslav Fuit | Richard Malatinský                                             | 11. prosince 2021  | 0,818       |
| 48           | 8         | Pot a krev       | Jaroslav Fuit | Václav Hašek                                                   | 18. prosince 2021  | 0,799       |
| 49           | 9         | Zahrádkáři       | Jaroslav Fuit | Zdeněk Zapletal                                                | 2. dubna 2022      | 0,835       |
| 50           | 10        | Logistika vraždy | Jaroslav Fuit | Zdeněk Zapletal                                                | 9. dubna 2022      | 0,822       |
| 51           | 11        | Tygři            | Jaroslav Fuit | Václav Hašek                                                   | 16. dubna 2022     | 0,799       |
| 52           | 12        | Tajemství jógy   | Jaroslav Fuit | Tomáš Hodan a Richard Malatinský                               | 23. dubna 2022     | 0,843       |
| 53           | 13        | Rána do zad      | Jaroslav Fuit | Václav Hašek                                                   | 30. dubna 2022     | 0,768       |
| 54           | 14        | Anděl            | Jaroslav Fuit | Tomáš Holeček                                                  | 7. května 2022     | 0,784       |
| 55           | 15        | Smrt z bazaru    | Jaroslav Fuit | Zdeněk Zapletal                                                | 14. května 2022    | 0,683       |
| 56           | 16        | Bříza na horách  | Jaroslav Fuit | Petr Bílek, Milan Tesař a Roman Kopřivík                       | 21. května 2022    | 0,698       |

### Šestá řada (2024)
Natáčení probíhalo od dubna 2023 do července 2023, říjen 2023. Postavy zůstanou.
| Č. v seriálu | Č. v řadě | Původní název           | Režie         | Scénář                         | Datum premiéry  | Sledovanost |
| ------------ | --------- | ----------------------- | ------------- | ------------------------------ | --------------- | ----------- |
| 57           | 1         | Křídla spravedlnosti    | Jaroslav Fuit | Tomáš Holeček a Roman Kopřivík | 21. února 2024  | 1,103       |
| 58           | 2         | Odpal                   | Jaroslav Fuit | Václav Hašek                   | 28. února 2024  | 1,072       |
| 59           | 3         | Mistrovské dílo         | Jaroslav Fuit | Tomáš Hodan                    | 6. března 2024  | 1,035       |
| 60           | 4         | Jeleni neumějí střílet  | Jaroslav Fuit | Zdeněk Viktora                 | 13. března 2024 | 1,070       |
| 61           | 5         | Dokonalý výhled         | Jaroslav Fuit | Zdeněk Viktora a Milan Tesař   | 20. března 2024 | 1,019       |
| 62           | 6         | Sex, drogy, rock´n´roll | Jaroslav Fuit | Tomáš Hodan                    | 27. března 2024 | 1,016       |
| 63           | 7         | Podvodníci              | Jaroslav Fuit | Václav Hašek                   | 3. dubna 2024   | 1,025       |
| 64           | 8         | Konec                   | Jaroslav Fuit | Tomáš Holeček a Roman Kopřivík | 10. dubna 2024  | 1,018       |